# 정승환 (1992년)
정승환(鄭勝歡, 1992년 8월 19일~)은 대한민국의 제9대 인천광역시 남동구의원이다. 인천광역시 출생이다.

## 학력
- 인천간석초등학교
- 구월중학교
- 신일고등학교
- 연세대학교 학사
- 연세대학교 석사과정

## 경력
- 제 15특수임무비행단 공항관리대 (서울공항) 병장 만기 전역
- 국민건강진흥재단 정책연구원 실장
- 연세대학교 사회적경제 최고위 과정 수료
- 연세대학교 K-NIBRT 백신공정 전문인력과정 수료
- 자유한국당 인천광역시장 선거 유정복 후보 선거대책위원회 직능총괄 홍보국장
- 자유한국당 청년정치개혁위원회 부위원장
- 미래통합당 인천광역시당 청년위원회 사무국장
- 제21대 총선 미래통합당 인천광역시당 선거대책위원회 SNS 본부장
- 제8대 인천광역시장 선거 국민의힘 선거대책본부 SNS 본부장
- 국민의힘 인천광역시당 남동구 갑 당원협의회 정책실장
- 제9대 인천광역시 남동구의회 의원
- 제9대 인천광역시 남동구의회 예산결산특별위원회 위원장
- 인천광역시청 인천광역시장 청년특별보좌관
- 인천광역시청 인천광역시장 대외협력특별보좌관
- 대한민국 국회 국회의원 선임 비서관 (5급 상당)
- 제 22대 국회의원 선거 경선 후보 (남동구 갑)
- 국민의힘 청년 상임전국위원

## 역대 선거 결과
| 실시년도 | 선거      | 대수 | 직책   | 선거구                  | 정당     | 득표수  | 득표율          | 순위 | 당락 | 비고           |
| -------- | --------- | ---- | ------ | ----------------------- | -------- | ------- | --------------- | ---- | ---- | -------------- |
| 2022년   | 지방 선거 | 9대  | 구의원 | 인천 남동구 (나 선거구) | 국민의힘 | 9,618표 | \| \| 34.80% \| |      |      | 초선, 민선 8기 |
|          | 34.80%    |      |        |                         |          |         |                 |      |      |                |